# Robert Davi

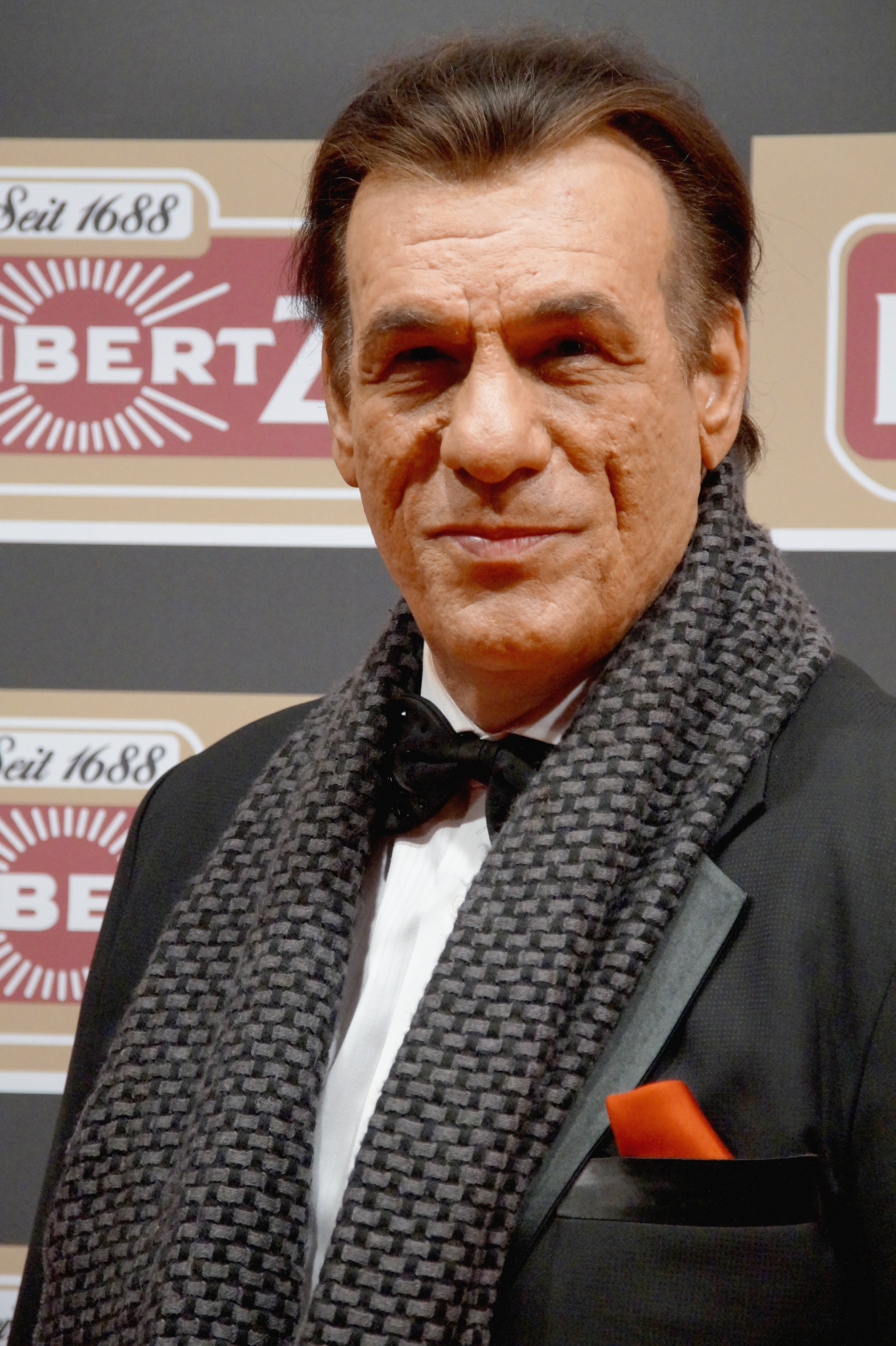
Robert Davi bei der Lambertz Monday Night, 2016

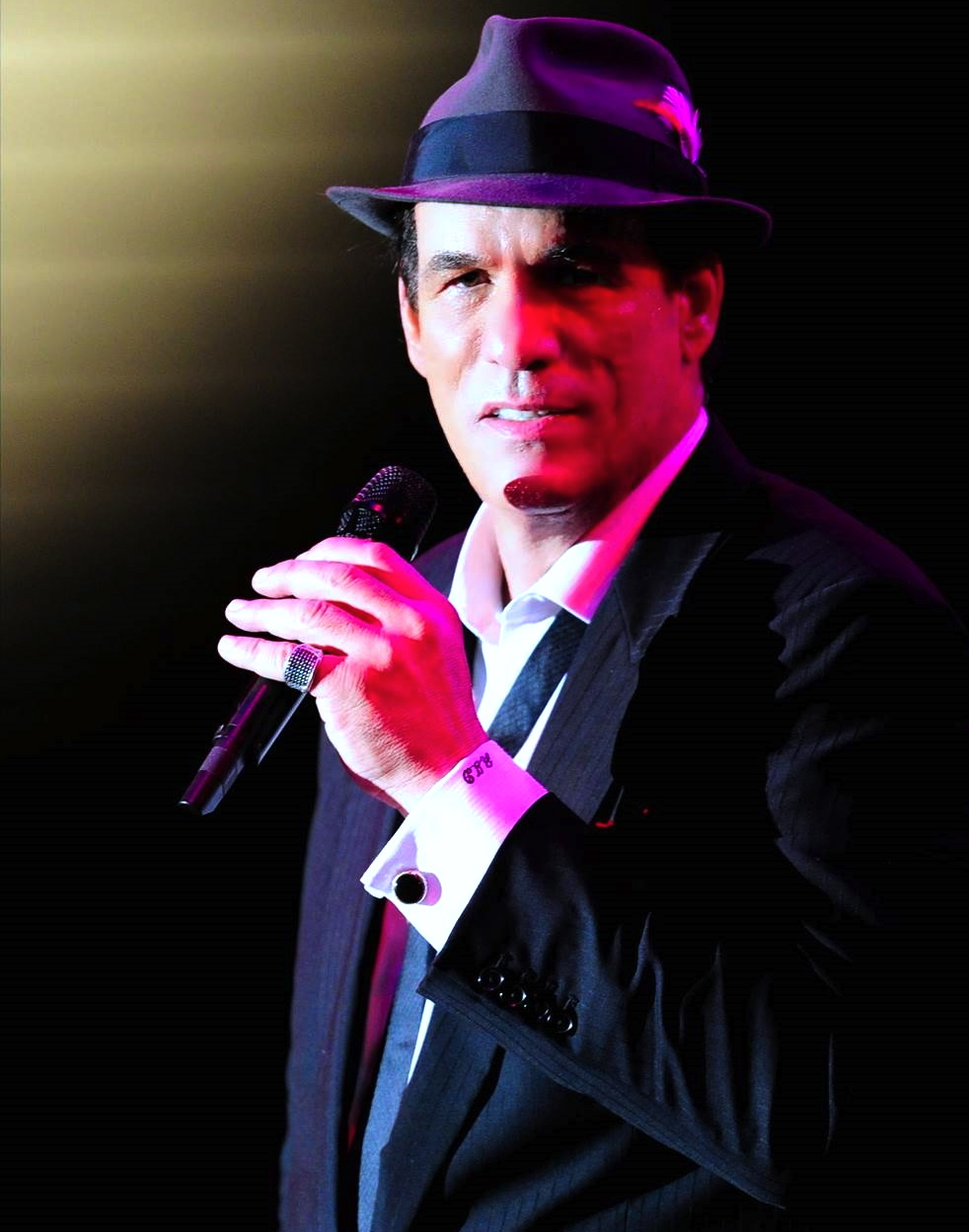
Robert Davi, 2013

Robert John Davi (* 26. Juni 1951 in New York City) ist ein US-amerikanischer Schauspieler und Opernsänger.

## Leben
Der gebürtige New Yorker begeisterte sich schon als Kind für Musik und Gesang. Als Preisträger eines US-weiten Opernwettbewerbs ging er nach Italien, um in Florenz bei Tito Gobbi zu studieren. Im Alter von 19 Jahren debütierte er mit der Long Island Lyric Opera.
Seine Schauspielkarriere begann Davi an der Seite von Frank Sinatra im Fernsehfilm Das Cherry-Street-Fiasko aus dem Jahr 1977. Nach einer Reihe von Gastauftritten in Serien wurde Davi 1985 durch Die Goonies einem größeren Publikum bekannt, in dem er den Gangster und Opernliebhaber Jake Fratelli spielte. Ein Jahr später spielte er neben Arnold Schwarzenegger in Der City Hai. 1988 folgten die Filme Action Jackson und Stirb langsam, in letzterem gab er den FBI-Spezialagenten Johnson. In Lizenz zum Töten war Davi als James-Bond-Gegenspieler Franz Sanchez 1989 im Kino zu sehen. Weitere bekannte Filme mit Robert Davi sind Der Sohn des rosaroten Panthers, Hot Chick – Verrückte Hühner und Showgirls. Für Letzteren wurde er 1996 für den Antipreis Goldene Himbeere als Schlechtester Nebendarsteller nominiert. Oftmals spielt Davi den Filmschurken oder zumindest hartgesottene Charaktere.
Im Fernsehen wurde Robert Davi vor allem durch die Serie Profiler bekannt, in der er als FBI-Agent Bailey Malone zwischen 1996 und 2000 eine der Hauptrollen innehatte. Wiederkehrende Gastauftritte hatte er von 2005 bis 2007 in der Science-Fiction-Serie Stargate Atlantis. Im Jahr 2011 nahm er seine Karriere als Sänger wieder auf. Er veröffentlichte seitdem Alben, trat in Las Vegas auf und fiel auch durch seine Interpretationen von Sinatra-Songs auf. In der arte-Dokumentarfilmreihe Durch die Nacht mit … war Davi 2012 an der Seite des deutschen Jazzmusikers Roger Cicero in Little Italy, New York City, zu sehen.
Davi steht den Republikanern nahe und sprach 2008 auf der Republican National Convention. Im Jahr 2009 sprach er auf der Conservative Political Action Conference in Washington, D.C.

## Filmografie (Auswahl)
- 1977: Das Cherry-Street-Fiasko (Contract on Cherry Street, Fernsehfilm)
- 1978: Drei Engel für Charlie (Charlie’s Angels, Folge: Nicht nochmal, Sam!)
- 1979: Verdammt in alle Ewigkeit (From Here to Eternity; Fernseh-Miniserie, 3 Folgen)
- 1979: Der unglaubliche Hulk (The Incredible Hulk; Fernsehserie, Folge The Slam)
- 1979: Barnaby Jones (Fernsehserie, 1 Folge)
- 1980: Trapper John, M.D. (Fernsehserie, Folge Licensed to Kill)
- 1981: The Gangster Chronicles (Fernsehserie, 13 Folgen)
- 1981: Bis zum letzten Schuß (Gangster Wars)
- 1984: City Heat – Der Bulle und der Schnüffler (City Heat)
- 1984: Hart aber herzlich (Hart to Hart, Fernsehserie, Folge 5x21 Alles für Elisabeth)
- 1984: Das A-Team (The A-Team; Fernsehserie, Folge Die Auferstehung des toten Ingenieurs)
- 1985: Ein Colt für alle Fälle (Fernsehserie, Staffel 4 Folge 8)
- 1985: Hunter (Fernsehserie, Folge 2x08: Das Millionen-Dollar-Ding )
- 1985: Die Goonies (The Goonies)
- 1986: Der City Hai (Raw Deal)
- 1987: Asphalt Kid (Wild Thing)
- 1988: Action Jackson
- 1988: Stirb langsam (Die Hard)
- 1988: Traxx – Scharfe Waffen, heiße Kekse (Traxx)
- 1989: Kampf gegen die Mafia (Wiseguy; Fernsehserie, 5 Folgen)
- 1989: James Bond 007 – Lizenz zum Töten (Licence to Kill)
- 1990: Predator 2
- 1990: Maniac Cop 2
- 1990: Peacemaker
- 1990: Sinnliche Täuschung (Deceptions)
- 1992: Maniac Cop 3 (Maniac Cop 3: Badge of Silence)
- 1992: Christopher Columbus – Der Entdecker (Christopher Columbus: The Discovery)
- 1992: Wilde Orchidee 2 (Wild Orchid II: Two Shades of Blue)
- 1993: Der Sohn des rosaroten Panthers (Son of the Pink Panther)
- 1994: Cops & Robbersons – Das haut den stärksten Bullen um (Cops and Robbersons)
- 1995: Showgirls
- 1996–2000: Profiler (Fernsehserie, 82 Episoden)
- 1997: Bad Pack – Sieben dreckige Halunken (The Bad Pack)
- 2001: Ben – Der Zauberlehrling (The Sorcerer’s Apprentice)
- 2002: Hot Chick – Verrückte Hühner (The Hot Chick)
- 2004–2008: Stargate Atlantis (Fernsehserie, 6 Folgen)
- 2008: Big Fat Important Movie (An American Carol)
- 2009: The Butcher – The New Scarface
- 2010: Der Magier (Magic Man)
- 2010: Game of Death
- 2010: Criminal Minds (Fernsehserie, Folge Der Fürst der Finsternis und Die Längste Nacht)
- 2010: Nip/Tuck – Schönheit hat ihren Preis (Fernsehserie, Folge Christian Troy II)
- 2011: Bulletproof Gangster (Kill the Irishman)
- 2011: Swamp Shark – Der Killerhai (Swamp Shark)
- 2011: Game of Death
- 2012: The Iceman
- 2013: Blood of Redemption
- 2014: Asteroid vs Earth
- 2014: The Expendables 3
- 2015: Sicilian Vampire
- 2016: Das Jerico Projekt (Criminal)
- 2019: Mob Town
- 2022: L’uomo che disegnò Dio
- 2024: Reagan